# Крестечки рејон
Крестечки рејон (рус. Крестецкий район) административно-територијална је јединица другог нивоа и општински рејон у централном делу Новгородске области, на северозападу европског дела Руске Федерације.
Административни центар рејона је варошица Крестци. Према проценама националне статистичке службе Русије за 2014, на територији рејона је живело 12.723 становника или у просеку око 4,56 ст/км².

## Географија
Крестечки рејон налази се у централном делу Новгородске области, у прелазном подручју од Валдајског побрђа на истоку ка Прииљмењској низији и језеру Иљмењ на западу. Обухвата територију површине 2.790,63 км² и по том параметру налази се на 9. месту међу 21 рејоном унутар области. Ограничен је са 6 рејона и уским појасом обале језера Иљмењ. Граничи се са Новгородским рејоном на западу, на северу је Маловишерски, а на истоку Окуловски рејон. На југоистоку се налази територија Валдајског рејона, на југу је Демјански, и на југозападу Парфински рејон.
Најважнији водоток на територији рејона је река Холова, лева притока реке Мсте, и пресеца рејон у смеру југ-север. У западном делу рејона су реке Ниша и Мајата. Река Поломет прелази преко једног мањег дела територије на крајњем југу рејона.
Под шумама је око 80% рејонске територије.

## Историја
Крестечки рејон успостављен је у августу 1927. године као административна јединица тадашњег Новгородског округа Лењинградске област. У границама Новгородске области је од њеног оснивања 1944. године.

## Демографија и административна подела
Према подацима пописа становништва из 2010. на територији рејона је живело укупно 12.940 становника, док је према процени из 2014. ту живело 12.723 становника, или у просеку 4,56 ст/км². По броју становника Крестечки рејон се налази на 12. месту у области.
| 1959. | 1970. | 1979. | 1989.  | 2002.  | 2010.  | 2014.   |
| ----- | ----- | ----- | ------ | ------ | ------ | ------- |
| ---   | ---   | ---   | 17.028 | 15.667 | 12.940 | 12.723* |

Напомена: * Према процени националне статистичке службе.
На подручју рејона постоје укупно 136 насеља, а рејонска територија је подељена на 4 другостепене сеоске и једну урбану општину. Административни центар рејона је варошица Крестци у којој живи готово 70% од укупне рејонске популације.